# Echoverleihung 2004
Die 13. Echoverleihung der Deutschen Phono-Akademie fand vor 4.000 Gästen am 6. März 2004 im Internationalen Congress Centrum Berlin statt. Die dreistündige Gala wurde von Oliver Geissen moderiert. 4,06 Millionen Zuschauer verfolgten die zeitversetzte Fernsehübertragung bei RTL. Der Echo 2004 wurde in 26 Kategorien vergeben. Mit drei Preisen und einem Sonderecho in der Kategorie Marketingleistung für ein nationales Produkt erhielt die Gruppe Wir sind Helden die meisten Auszeichnungen.

## Liveacts
Als Showacts traten auf:
- Anastacia
- The Darkness
- Dick Brave & the Backbeats
- Pink
- Pur
- Shania Twain
- Wolfsheim – Blind

## Preisträger und Nominierte

### Künstler des Jahres National – Rock/Pop
Dick Brave – Dick This!
- Alexander Klaws – Take Your Chance
- Daniel Küblböck – Positive Energie
- Laith Al-Deen – Für alle
- Xavier Naidoo – …Alles Gute vor uns…

### Künstler des Jahres International – Rock/Pop

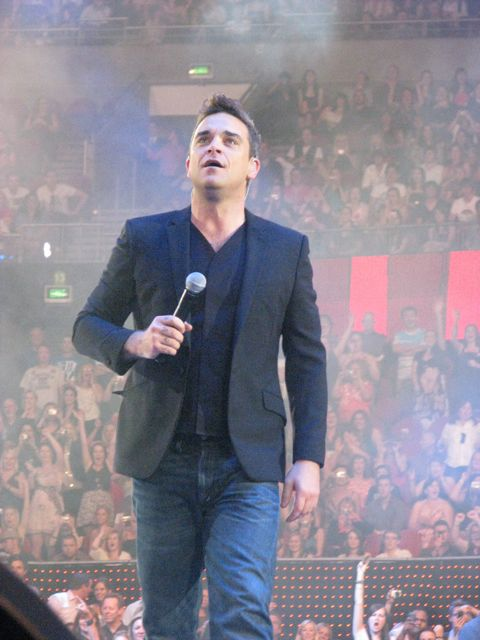
Robbie Williams gewann zum zweiten Mal hintereinander in der Kategorie Künstler International – Rock/Pop

Robbie Williams – Live Summer 2003
- Eros Ramazzotti – 9
- Justin Timberlake – Justified
- Seal – Seal IV
- Sean Paul – Dutty Rock

### Künstlerin des Jahres National – Rock/Pop

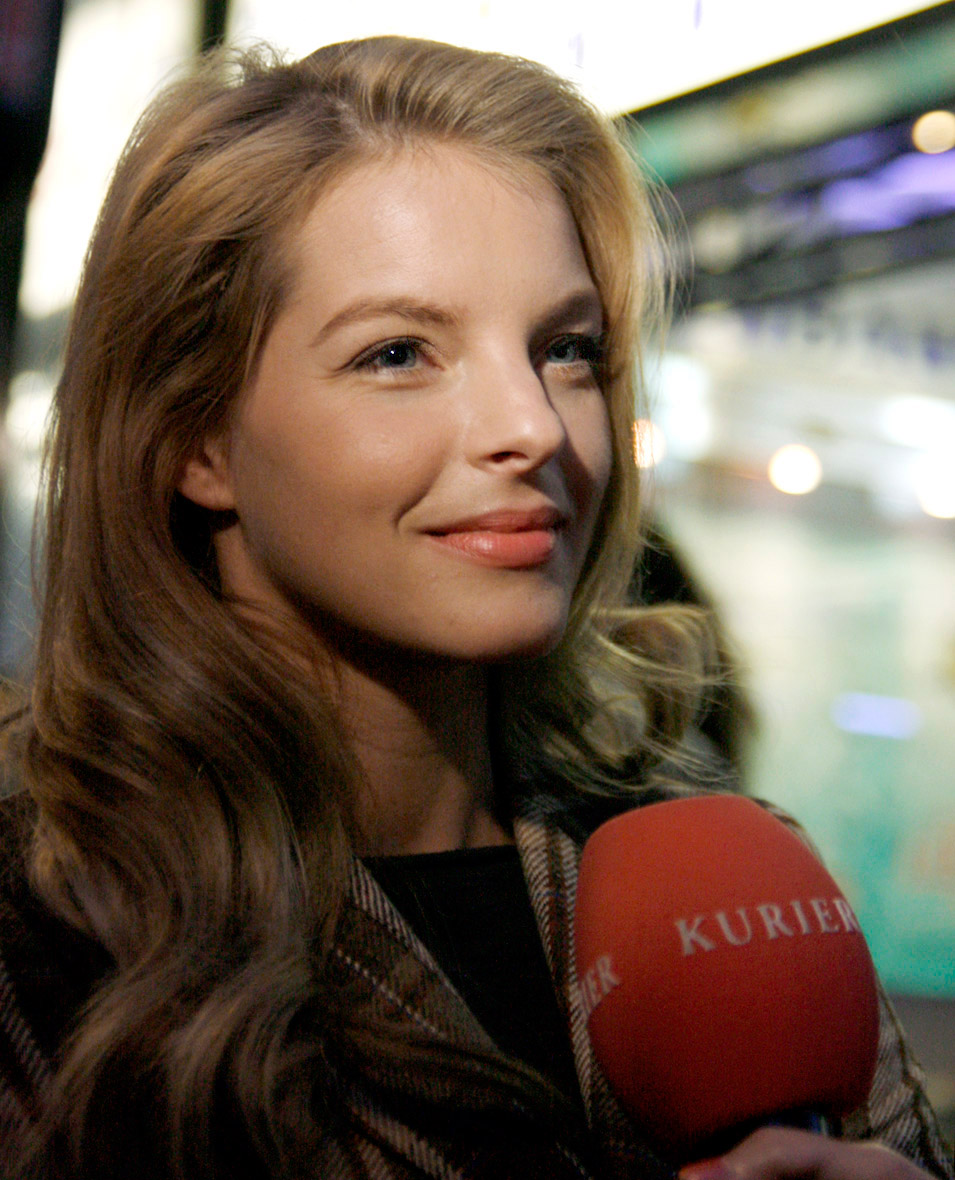
Newcomerin Yvonne Catterfeld gewann den Preis als Beste Künstlerin National

Yvonne Catterfeld – Meine Welt
- Gracia – Intoxicated
- Jeanette – Break On Through
- Joy Denalane – Mamani
- Sarah Connor – Key to My Soul

### Künstlerin des Jahres International – Rock/Pop

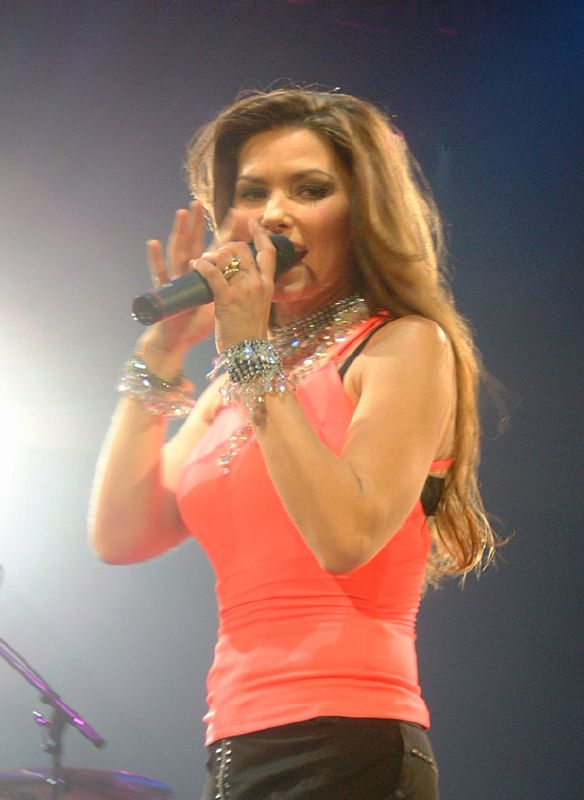
Shania Twain wurde als beste internationale Künstlerin ausgezeichnet

Shania Twain – Up!
- Avril Lavigne – Let Go
- Christina Aguilera – Stripped
- Dido – Life for Rent
- Madonna – American Life

### Gruppe des Jahres National – Rock/Pop
Pur – Was ist passiert?
- Die Ärzte – Geräusch
- Reamonn – Beautiful Sky
- Wir sind Helden – Die Reklamation
- Wolfsheim – Casting Shadows

### Gruppe des Jahres International – Rock/Pop
Evanescence – Fallen
- Coldplay – A Rush of Blood to the Head
- Linkin Park – Meteora
- Metallica – St. Anger
- Simply Red – Home

### Künstler/Künstlerin/Gruppe des Jahres deutschsprachiger Schlager
Andrea Berg
- Die Flippers
- Matthias Reim
- Vikinger
- Wolfgang Petry

### Künstler/Künstlerin/Gruppe des Jahres Volkstümliche Musik
Hansi Hinterseer
- Kastelruther Spatzen
- Die Klostertaler
- Marianne und Michael
- Original Naabtal Duo

### Rock-Pop-Single des Jahres national
DSDS-Finalisten – We Have a Dream
- Alexander Klaws – Take Me Tonight
- Buddy vs. DJ The Wave – Ab in den Süden
- Daniel Küblböck – You Drive Me Crazy
- Yvonne Catterfeld – Für dich

### Rock-Pop-Single des Jahres international
RZA feat. Xavier Naidoo – Ich kenne nichts
- The Black Eyed Peas – Shut Up
- Dido – White Flag
- Outlandish – Aicha
- t.A.T.u. – All the Things She Said

### Dance-Produktion des Jahres national
Scooter – Maria (I Like It Loud)
- Groove Coverage
- Master Blaster
- SNAP!
- Special D.

### Jazz-Produktion des Jahres national/international
Götz Alsmann – Tabu
- Malia – Yellow Daffodils
- Pat Metheny – One Quiet Night
- Maceo Parker – Made by Maceo
- Lizz Wright – Salt

### Nationaler Radio-Nachwuchs-Preis

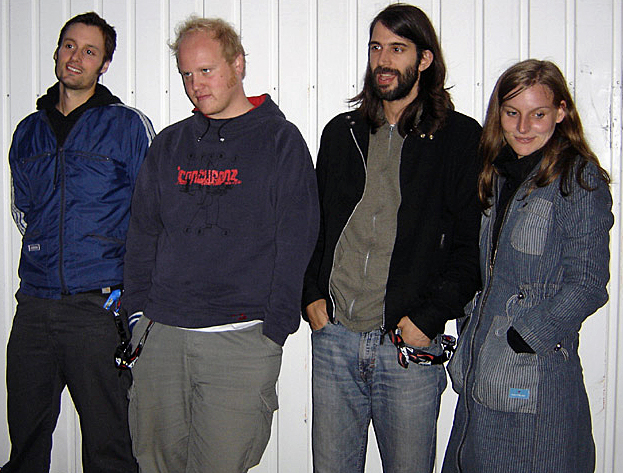
Wir sind Helden waren mit 3 Auszeichnungen die erfolgreichsten Gewinner

Wir sind Helden
- Eko Fresh
- Kid Alex
- Patrick Nuo

### Nationaler Nachwuchs-Preis der Deutschen Phono-Akademie
Wir sind Helden – Die Reklamation
- Alexander Klaws – Take Your Chance
- Daniel Küblböck – Positive Energie
- Overground – It’s Done!
- Yvonne Catterfeld – Meine Welt

### Newcomer International
The Rasmus – Dead Letters
- 50 Cent – Get Rich or Die Tryin’
- Evanescence – Fallen
- Sean Paul – Dutty Rock

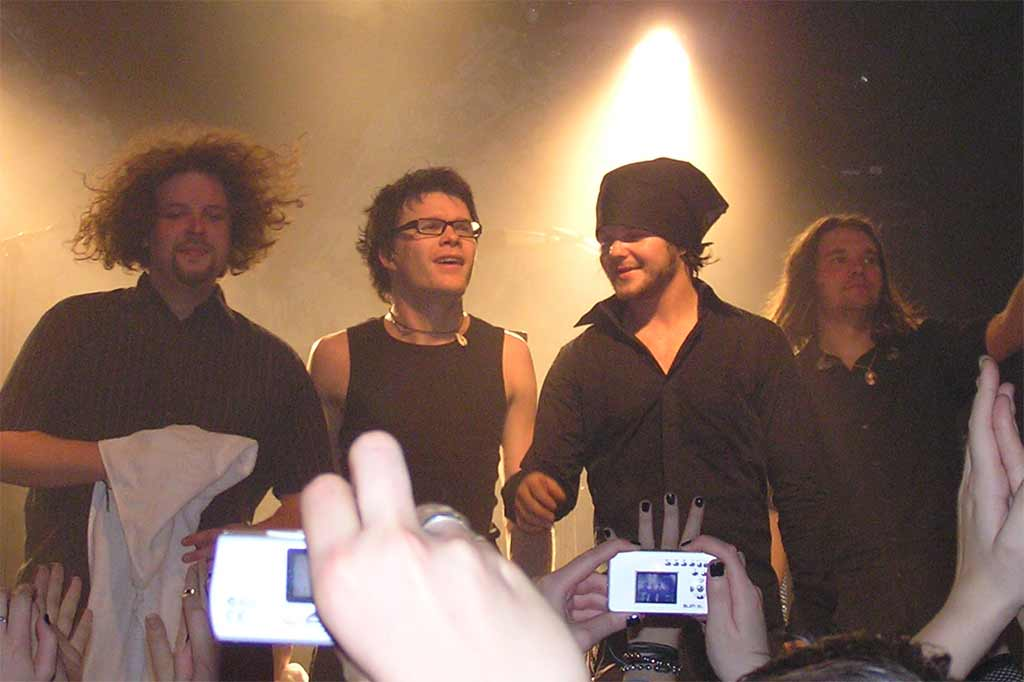
Für ihr sehr erfolgreiches Album Dead Letters erhielt die finnische Band The Rasmus den Newcomer-Echo

- t.A.T.u. – 200 km/h in the Wrong Lane

### Künstler/Künstlerin/Gruppe HipHop National
Seeed – Music Monks
- ASD – Wer hätte das gedacht?
- Beginner – Blast Action Heroes
- Curse – Innere Sicherheit
- Kool Savas – Der beste Tag meines Lebens

### Künstler/Künstlerin/Gruppe HipHop International
50 Cent – Get Rich or Die Tryin’
- Ashanti – Chapter II
- DMX – Grand Champ
- G Unit – Beg for Mercy
- Nelly – Nellyville

### Künstler/Künstlerin/Gruppe National Rock/Metal/Alternative
Wolfsheim – Casting Shadows
- Die Happy – The Weight of the Circumstance
- Guano Apes – Walking on a Thin Line
- In Extremo – 7
- Wir sind Helden – Die Reklamation

### Künstler/Künstlerin/Gruppe International Rock/Metal/Alternative Alternative
Evanescence – Fallen
- Coldplay – A Rush of Blood to the Head
- Linkin Park – Meteora
- Metallica – St. Anger
- The Rasmus – Dead Letters

### Newcomer-Video National
Wir sind Helden – Müssen nur wollen
- Eko Fresh – König von Deutschland
- Kid Alex – Young Love (Topless)
- Patrick Nuo – Five Days
- Yvonne Catterfeld – Für dich

### Musik-DVD-Produktion
Herbert Grönemeyer – Mensch – live

### Mediamann oder Mediafrau

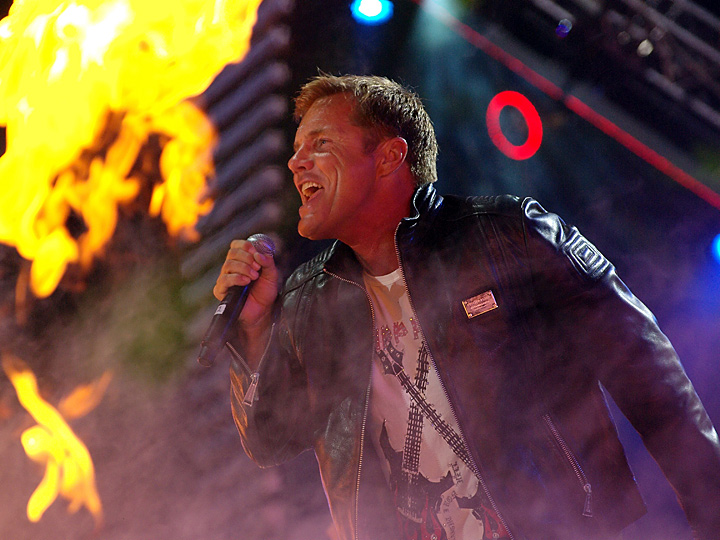
Dieter Bohlen wurde als erfolgreichster Produzent geehrt

Werner Kimmig

### Handelspartner
Drogeriemarkt Müller, Nürnberg

### Marketingleistung für ein nationales Produkt
Labels (EMI) von Wir sind Helden und Christof Ellinghaus

### Lebenswerk
Howard Carpendale

### Produzent/in
Dieter Bohlen